# Willy Gunz
J. Willy Gunz (* 22. Dezember 1854 in Wien; † 3. Januar 1942 in Dresden) war ein österreichisch-deutscher Schauspieler.

## Leben und Wirken
Er war der Sohn des Tenors Gustav Gunz aus Niederösterreich. Über Preßburg, Karlsruhe und Prag war er an das Theater nach Meiningen gekommen, das seit 1876 in Dresden gastierte. Aufgrund des nachhaltigen Einflusses, den der Theaterherzog aus Meiningen gerade auch in Dresden ausübte, lag der Wechsel von Gunz dorthin nicht fern. Am 1. August 1888 wurde er Mitglied des Hoftheaterensemble in Dresden, wo er u. a. mit Clara Salbach, Hedwig Easny, Wiecke und Franz als Bonvivant und jugendlichen Liebhaber auftrat, aber auch andere, nicht zuletzt klassische Rollen übernahm, da er über die Leichtigkeit und den Schwung des Wiener Blutes verfügte. Er trug den Titel Hofschauspieler. 1926 trat er in den Ruhestand.